# Freddie Micallef

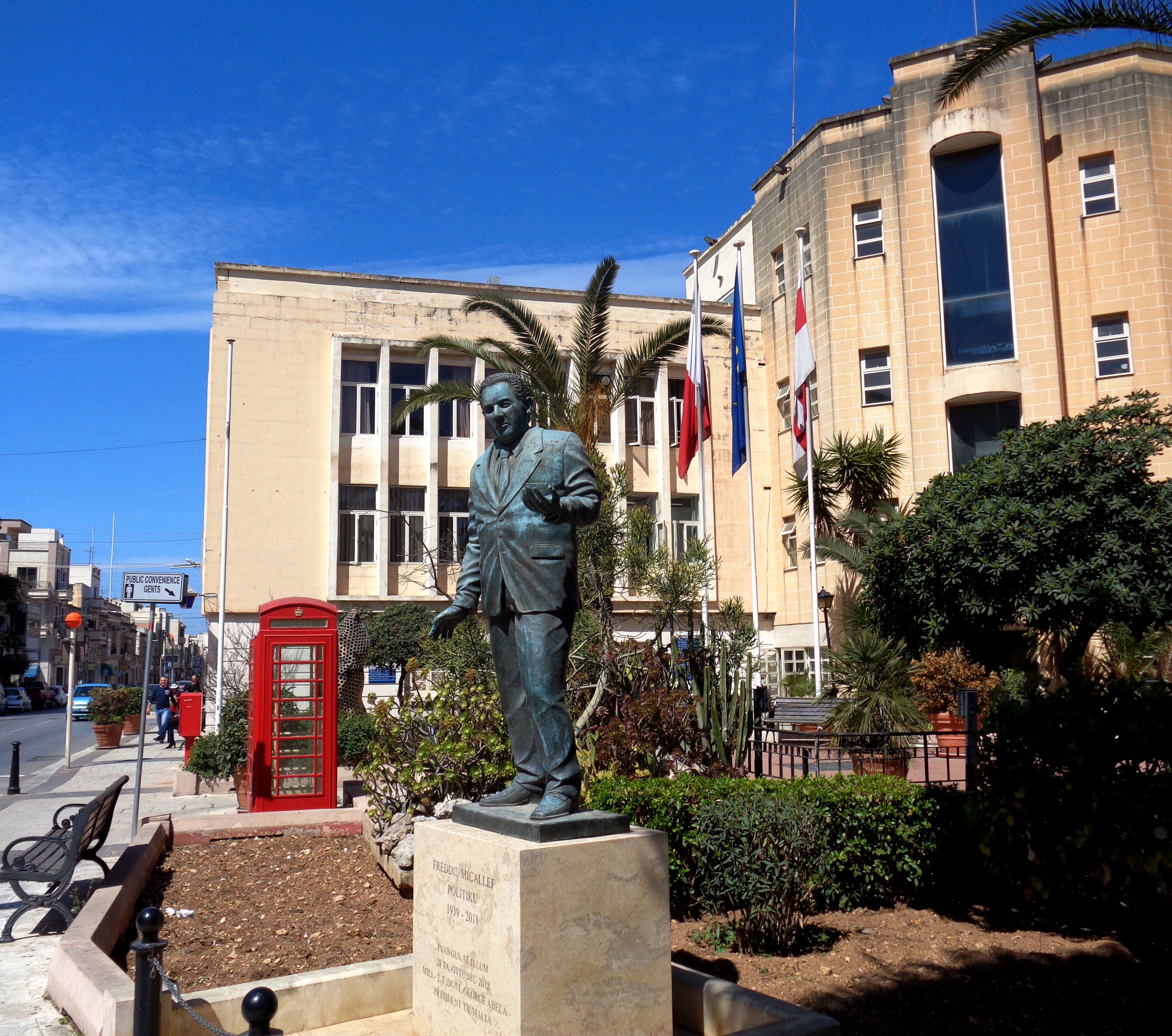
Freddie Micallef Bust in Malta

Alfred „Freddie“ Micallef  (* 18. März 1939 in Mosta; † 7. April 2011) war ein maltesischer Politiker der Partit Laburista (PL), der zwischen 1962 und 1996 Mitglied des Repräsentantenhauses sowie mehrmals Minister war.

## Leben
Micallef, der 1959 der Partit Laburista als Mitglied beitrat, wurde bereits 1960 Mitglied der Nationalen Exekutive der PL. Zugleich fungierte er zwischen 1963 und 1966 als Präsident der Għaqda Żgħażagħ Laburisti (GZL), der Jugendorganisation des Gewerkschaftsverbandes. Er wurde bei den Wahlen am 26. und 28. März 1966 erstmals zum Mitglied des Repräsentantenhauses gewählt und gehörte diesem bis zum 26. Oktober 1996 an.
Sein erstes Regierungsamt übernahm Micallef am 21. Juni 1971, als er von Premierminister Dom Mintoff zum Parlamentarischen Sekretär für Handel, Industrie, Tourismus, Landwirtschaft und Fischerei in dessen zweites Kabinett berufen wurde. Im Zuge einer Regierungsumbildung übernahm er im September 1974 in diesem Kabinett die Funktion als Minister für Landwirtschaft und Fischerei (Ministru tal-Agrikoltura u s-Sajd) von Paul Xuereb, der fortan nur noch Minister für Handel, Industrie und Tourismus war.
Nach der Bildung des dritten Kabinetts Mintoff am 25. September 1976 wurde er Minister für halbstaatliche Industrien (Ministru tal-Industrija Parastatali), ehe er nach einer neuerlichen Regierungsumbildung im Dezember 1978 abermals Minister für Landwirtschaft und Fischerei wurde. Dieses Amt bekleidete er vom 20. Dezember 1981 bis 3. September 1983 auch im vierten Kabinett Mintoff. Im Anschluss bekleidete er im fünften Kabinett Mintoff sowie im Kabinett Mifsud Bonniċi zwischen dem 3. September 1983 und dem 12. Mai 1987 das Amt des Ministers für Minister für Arbeit, Beschäftigung und soziale Dienste (Ministru tax-Xogħol u Servizzi Soċjali).
Nach seinem Ausscheiden aus dem Repräsentantenhaus wurde Micallef 1997 Vorstandsvorsitzender des Unternehmens Medigrain. Daneben engagierte er sich als Vorsitzender des Maltesischen Radsportverbandes (Malta Cycling Federation) sowie des Maltesischen Taubenzuchtvereins (Malta Pigeon Club). Für seine langjährigen Verdienste wurde ihm am 13. Dezember 1997 das Offizierskreuz des National Order of Merit (UOM) verliehen. Aus seiner Ehe mit Maria Concetta gingen die Kinder Carlo, Dino und Maria hervor.